# Klaus Bieberstein
Klaus Bieberstein (* 15. Oktober 1955 in Landshut) ist ein deutscher römisch-katholischer Theologe.

## Leben
Bieberstein studierte von 1976 bis 1983 römisch-katholische Theologie an der Universität Tübingen sowie im Theologischen Studienjahr Jerusalem. 1991/92 wurde er an der Universität Tübingen mit einer Arbeit zu den Landnahmeerzählungen des Josuabuches promoviert. 1998/99 habilitierte er sich an der Universität Freiburg (Schweiz) mit einer Studie zur Entstehung der Eschatologie in der alttestamentlichen Literatur.
Von 2000 bis 2021 war er Ordinarius am Lehrstuhl für Alttestamentliche Wissenschaften am Institut für Katholische Theologie der Fakultät Geistes- und Kulturwissenschaften der Otto-Friedrich-Universität Bamberg. 
Seine Forschungsschwerpunkte liegen in der Geschichte Jerusalems sowie in der alttestamentlichen Tempeltheologie, Schöpfungstheologie, Theodizee und Eschatologie und verstehen sich als Vorarbeiten für eine Kritik der religiösen Vernunft.
2017 veröffentlichte er eine Geschichte Jerusalems, die aufgrund neuer archäologischer Befunde in Auseinandersetzung mit alternativen Entwürfen von Ernst Axel Knauf, David Ussishkin, und Israel Finkelstein, Ido Koch und Oded Lipschits ein neues Gesamtbild der Geschichte der Stadt in vorhellenistischer Zeit entwirft.
Er ist Unterzeichner des Memorandums „Kirche 2011: Ein notwendiger Aufbruch“ und verheiratet mit der katholischen Theologin Sabine Bieberstein.

## Werke (Auswahl)
- mit Hanswulf Bloedhorn: Jerusalem. Grundzüge der Baugeschichte vom Chalkolithikum bis zur Frühzeit der osmanischen Herrschaft (= Tübinger Atlas des Vorderen Orients. Beiheft B 100). 3 Bände. Dr. Ludwig Reichert Verlag, Wiesbaden 1994, ISBN 3-88226-671-6.
- Josua – Jordan – Jericho. Archäologie, Geschichte und Theologie der Landnahmeerzählungen Josua 1–6 (= Orbis Biblicus et Orientalis. Bd. 14). Universitätsverlag Freiburg, Freiburg im Üechtland / Vandenhoeck & Ruprecht, Göttingen 1995, ISBN 3-7278-1016-5.
- Die Pforte der Gehenna. Die Entstehung der eschatologischen Erinnerungslandschaft Jerusalems. In: Bernd Janowski, Beate Ego (Hrsg.): Das biblische Weltbild und seine altorientalischen Kontexte (= Forschungen zum Alten Testament. Bd. 32). Mohr Siebeck, Tübingen 2001, ISBN 3-16-147540-2, S. 503–539.
- Jenseits der Todesschwelle. Die Entstehung der Auferstehungshoffnungen in der alttestamentlich-frühjüdischen Literatur. In: Angelika Berlejung, Bernd Janowski (Hrsg.): Tod und Jenseits im alten Israel und seiner Umwelt. Theologische, religionsgeschichtliche, archäologische und ikonographische Aspekte (= Forschungen zum Alten Testament. Bd. 64). Mohr Siebeck, Tübingen 2009, ISBN 978-3-16-149776-6, S. 423–446.
- Dem Leiden einen Sinn geben. Krankheitsdeutungen und Theodizeeversuche in der alttestamentlichen Literatur. In: Günter Thomas, Isolde Karle (Hrsg.): Krankheitsdeutung in der postsäkularen Gesellschaft. Theologische Ansätze im interdisziplinären Gespräch. Kohlhammer, Stuttgart 2009, ISBN 978-3-17-020721-9, S. 127–138.
- „Eine ‚Abbildung‘ des an sich Unräumlichen im Raume“. Mythischer Raum und mythische Zeit im Symbolsystem Jerusalems. In: Communio. Bd. 41, 2012, S. 521–534.
- Sargon und Mose im Binsenkörbchen. Geschichten schreiben und lesen. In: Konstantin Lindner, Andrea Kabus, Ralph Bergold, Harald Schwillus (Hrsg.): Erinnern und Erzählen. Theologische, geistes-, human- und kulturwissenschaftliche Perspektiven (= Bamberger Theologisches Forum. Bd. 14). LIT Verlag, Münster 2013, ISBN 978-3-643-12296-4, S. 125–136.
- A Brief History of Jerusalem. From the Earliest Settlement to the Destruction of the City in AD 70 (= Abhandlungen des Deutschen Palästina-Vereins. Bd. 47). Harrassowitz, Wiesbaden 2017, ISBN 978-3-447-10782-2.
- Die Architektur des Heiligen. Salomonischer Tempel und Felsendom in Jerusalem. In: Christian Illies (Hrsg.): Bauen mit Sinn. Schritte zu einer Philosophie der Architektur (= Interdisziplinäre Architektur-Wissenschaft. Praxis – Theorie – Methodologie – Forschung). Springer VS, Wiesbaden 2019, ISBN 978-3-658-25488-9, S. 117–174.
- Die Verzauberung der Steine. Das Mnemotop Jerusalem. In: Thomas Laubach, Christina Potschka (Hrsg.): Verzauberung der Welt? Religiöse Symbolsysteme in Geschichte und Gegenwart (= Bamberger Theologische Studien. Bd. 40). University of Bamberg Press, Bamberg 2021, ISBN 978-3-86309-778-3, S. 119–156. Volltext
- Coding the Sacred in Society. The Case of the Jerusalem Temple. In: Thomas Wabel, Katharina Eberlein-Braun, Torben Stamer (Hrsg.): Space and Place as a Topic for Public Theologies (= Theology in the Public Square / Theologie in der Öffentlichkeit. Bd. 16). LIT Verlag, Wien / Zürich 2022, ISBN 978-3-643-91450-7, S. 19–52.